# 独丽花
独丽花（学名：Moneses uniflora），又名单华锡杖花、单花鹿蹄草，为鹿蹄草科独丽花属的唯一一种，是一种多年生草本植物，广泛分布于北半球温带地区。